# Lov (kniha)
Lov (polsky Polowanie) je soubor 5 sci-fi povídek polského spisovatele Stanisława Lema vydaný v roce 1965. Název sbírky je odvozen od stejnojmenné povídky.
Česky vyšla kniha v roce 1969 v nakladatelství Odeon.

## Obsah knihy
- „Lov“ (polsky „Polowanie“) – z cyklu příběhů pilota Pirxe. Popis povídky zde:
- „Neštěstí“ (polsky „Wypadek“) – z cyklu příběhů pilota Pirxe. Popis povídky zde:
- „Pirxovo vyprávění“ (polsky „Opowiadanie Pirxa“) – z cyklu příběhů pilota Pirxe. Popis povídky zde:
- „Altruisin“ (polsky „Altruizyna, czyli opowieść prawdziwa o tym, jak pustelnik Dobrycy kosmos uszczęśliwić zapragnął i co z tego wynikło“) – povídka též vyšla pod názvem Altrusin, aneb pravdivý příběh o tom, jak poustevník Dobrycy zatoužil obšťastňovat vesmír a k čemu to vedlo.
- „Dva mladí lidé“ (polsky „Dwóch młodych ludzi“)